# Монастырь Фенек
Монастырь Фенек (серб. Манастир Фенек) в честь святой Параскевы — мужской монастырь Сремской епархии Сербской православной церкви близ села Яково в общине Сурчин. Хотя он не находится на кряже Фрушка-Гора, исторически связан с Фрушкогорскими монастырями. Памятник культуры.

## История
Согласно преданию, монастырь был основан во второй половине XV века деспотом Стефаном Бранковичем и его женой Ангелиной. Впервые упомянут в минее иеромонаха Захария в 1563 году. До 1717 года монастырь находился под властью Османской империи.
В 1788 году в монастыре состоялась встреча князя Алексы Ненадовича и австрийского императора Иосифа II. Строительство современной церкви было начато в 1793 году и закончено в 1797 году при игумене Викентии (Ракиче). Иконостас был сооружён в 1798 году новисадским мастером Аксентией Марковичем, а иконы для него были написаны панчевским художником Петром Радосавлевичем. В 1800 году была построена кладбищенская часовня. Осенью 1813 года, после поражения Первого сербского восстания, в монастыре укрывался Карагеоргий вместе с сыном Алексой.
Во время Первой мировой войны монастырь пострадал от пожара, а в 1942 году — разорён. В 1991 году монастырь был восстановлен как женский. До 2006 года в монастыре проживало три монахини, но одна из них умерла, а две другие отправились в Хопово и Радовашницу. Епископ Рашско-Призренский Артемий отправил сюда двух монахов из Сопочан и одного из Дечан.